# Gò-Đậu-Stadion
Das Gò-Đậu-Stadion (vietnamesisch Sân van dong Gò Ðau) ist ein Fußballstadion mit Leichtathletikanlage in der vietnamesischen Provinzhauptstadt Thủ Dầu Một, Provinz Bình Dương, im Südosten des Landes. Es bietet 18.250 Besuchern Platz. Der Fußballverein Becamex Bình Dương nutzt das Stadion für seine Heimspiele. Um das Spielstätte befinden sich weiteren Sportanlagen wie Tennisplätze.
2014 war die Spielstätte, neben dem Thống Nhất Stadium, Austragungsort der Fußball-Asienmeisterschaft der Frauen. Ebenfalls 2014 fand die erste Ausgabe des kurzlebigen Fußballturniers Mekong Club Championship im Stadion statt.